# Max Andersen
Max Christian Pauli Andersen (født 21. maj 1892 i København, død 24. oktober 1972) var en dansk billedhugger. Han er særligt kendt for Reformationsmonumentet på Bispetorvet i det centrale København, der regnes som hans hovedværk.
Max Andersen var i lære som billedskærer hos Niels Hansen Jacobsen og gik forinden til forberedende undervisning hos Aage Exner. Han gik kun på Kunstakademiet fra oktober 1908 til sommeren 1909 og igen i efteråret 1912 og var således ikke elev af en bestemt lærer her.
Hans værker præges af et naturalistisk formsprog, som har tråde tilbage til det forrige århundredes billedhuggertradition. Der er også træk af realisme i hans værker, eksempelvis monumentet for bombardementet af Den Franske Skole på Frederiksberg.
Max Andersen udstillede blandt andet på Charlottenborg Forårsudstilling 1910, 1912-1922, 1924-1932, 1934-1945, 1947-1948, 1950, 1956 og 1958, på Charlottenborgs Efterårsudstilling 1930 og 1943 og på verdensudstillingen i München i 1913.

## Værker
- Buste af Bertha Wegmann i bronze, 1912
- Buste af H.O.G. Ellinger i marmor, Landbohøjskolen, 1928
- Buste af Tenna Kraft i marmor, Det Kongelige Teater, 1934, omarbejdet i 1956
- "Faun", bronzeskulptur med springvand, Rigshospitalet, 1923
- "Triton", bronzeskulptur med springvand, Det kgl. danske Haveselskabs have, 1924
- "Hercules som slangedræber", bronzeskupltur med springvand, ved Frederiksberg Domhus og Politigård, bronze, 1930
- Reliefudsmykninger af Søndermarkskolen, Frederiksberg, 1933-1934 og 1963
- Reliefudsmykning på prædikestolen i Absalons Kirke, 1934
- Buste af Hjelte Claussen i bronze, Carlsberg, 1937
- Buste af Aage Kühle i bronze, Carlsberg, 1937
- Buste af Carl Jacobsen i marmor, Bryggeriforeningen, 1940
- Reliefudsmykning af døbefonten i Jægersborg Kirke, 1942
- Reliefudsmykningen "Bøn og arbejde", granit, opsat 1941 over indgangen til Sundby Kirke og til Absalons Kirke 1946
- Carlsbergbrønden, foran Carlsbergs hovedbygning, 1947
- Monument for faldne søfolk under 2. verdenskrig, Rønne Havn, 1949
- Monument for de ramte ved bombardementet af Den Franske Skole, Frederiksberg Allé, 1954
- Buste af Hans Marius Hansen i marmor, Københavns Universitet, 1956/1967
- Reliefudsmykning med Hans Fuglsang-Damgaard, Københavns Bispegård, 1964
- Buste af Mogens Fog i marmor, Københavns Universitet, 1969/1973
- Bronzedøre til Sundby Kirke med reliffer fra lidelseshistorien, opsat 1974